# لیتون هیوئیت
لِیتون هیوئیت (انگلیسی: Lleyton Hewitt؛ زاده ۲۴ فوریهٔ ۱۹۸۱) تنیس‌باز بازنشسته اهل استرالیا است. او در نوامبر سال ۲۰۰۱ جوانترین شماره یک تاریخ تنیس شد.
او همسر بک هیوئیت است.